# Olivia Hussey
Olivia Osuna Hussey (Buenos Aires, 17 de abril de 1951-Los Ángeles, 27 de diciembre de 2024) fue una actriz británica de origen argentino.
Comenzó a actuar profesionalmente en su adolescencia. En 1966, participó en una puesta en escena de la novela The Prime of Miss Jean Brodie. Su desempeñó en dicha producción la llevó a ser buscada para personificar a Julieta en Romeo and Juliet (1968), de Franco Zeffirelli, una adaptación cinematográfica de la obra homónima de William Shakespeare. Por su actuación, recibió elogios generalizados y reconocimiento internacional, ganando un Globo de Oro a la nueva estrella del año y un Premio David di Donatello.
Hussey nterpretó a Jess Bradford en la película slasher de culto, Black Christmas (1974). Esta y posteriores películas de terror le valieron el ser considerada una reina del grito. También obtuvo reconocimiento por su papel como María en Jesus of Nazareth (1977); en la adaptación de Agatha Christie de John Guillermin, Death on the Nile (1978), y de la madre Teresa en el telefilme italiano, Mother Teresa (2003).
Además de la actuación, Hussey también trabajó como actriz de doblaje, prestando su voz para videojuegos de Star Wars, entre ellos Star Wars: Rogue Squadron, y Star Wars: The Old Republic.

## Biografía y carrera

### Primeros años
Olivia Osuna nació el 17 de abril de 1951 en Buenos Aires, siendo hija del cantante argentino Osvaldo Ribó, y de la abogada británica Alma Joy Hussey. Sus padres se separaron en 1954. A los siete años de edad, ella y su hermano menor, Andrew, se mudaron a Londres con su madre. Desde joven, mostró interés hacia las artes escénicas, por lo que su madre la inscribió en la Italia Conti Academy of Theatre Arts, donde estudió durante cinco años.

### Inicios profesionales y consagración

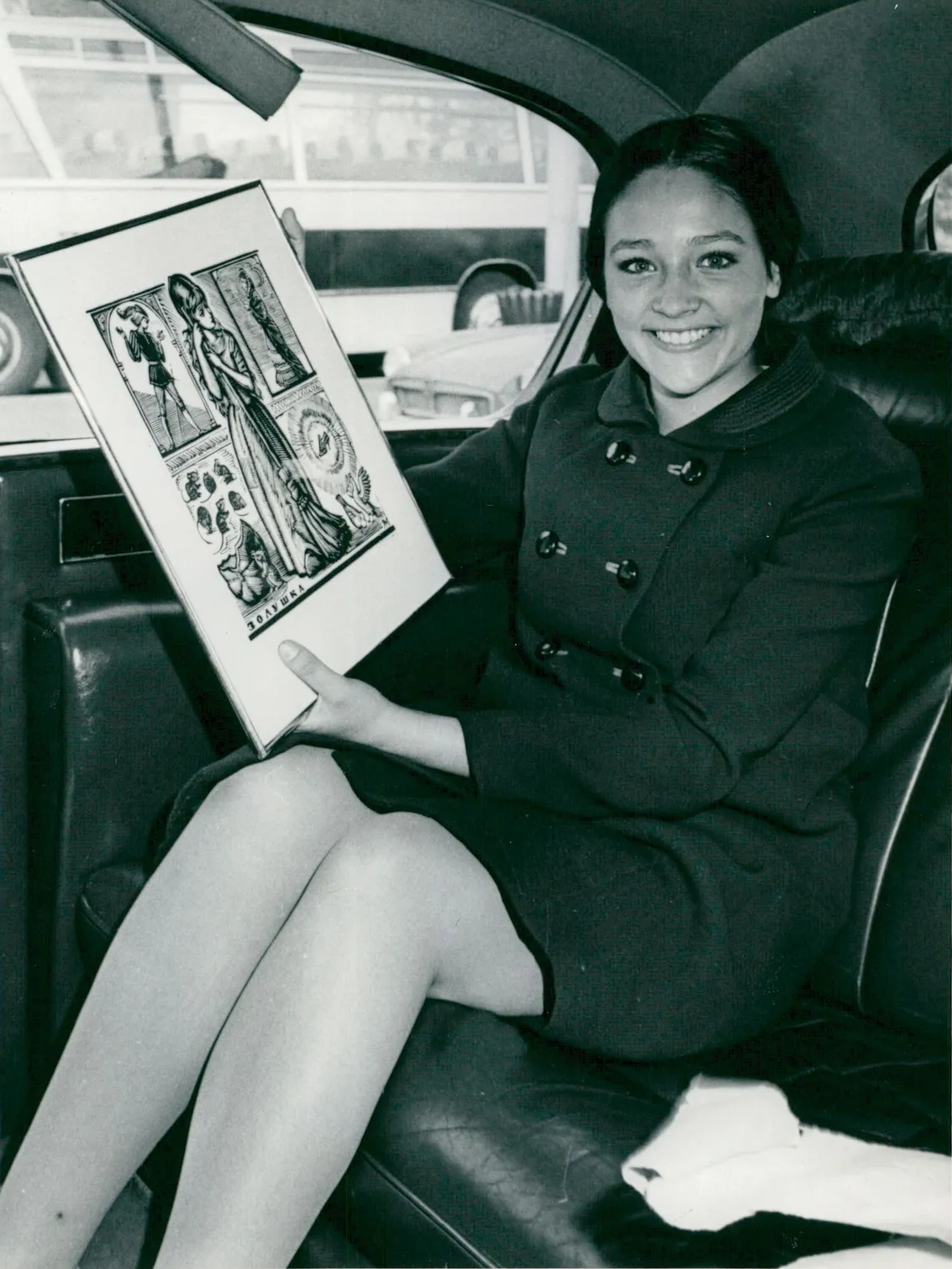
Hussey en 1968.

Adoptó el apellido desde la soltería de su madre como nombre artístico. En su temprana adolescencia, apareció en los escenarios del Teatro de Londres como Jenny en La plenitud de la señorita Brodie, junto con Vanessa Redgrave. Fue durante la ejecución de esta obra que el director de cine italiano Franco Zeffirelli la descubrió por primera vez. Debido a su fisonomía juvenil y habilidad teatral, la escogió entre quinientas actrices para el papel protagonista de su filme Romeo and Juliet (1968). Posteriormente a la audición de Romeo, donde el vocalista Paul McCartney se encontraba, conoció a Hussey en Roma. Sin embargo, tras aludir a sí mismo que era un «simple músico», rechazó la oferta dada. Finalmente, Leonard Whiting fue elegido como Romeo. 
Durante la filmación, cumplió dieciséis años, pero no fue motivo como para evadirse de las críticas. Su talento artístico le llevó al premio David de Donatello a la mejor actriz en 1969 y el Globo de Oro a nueva estrella del año. 

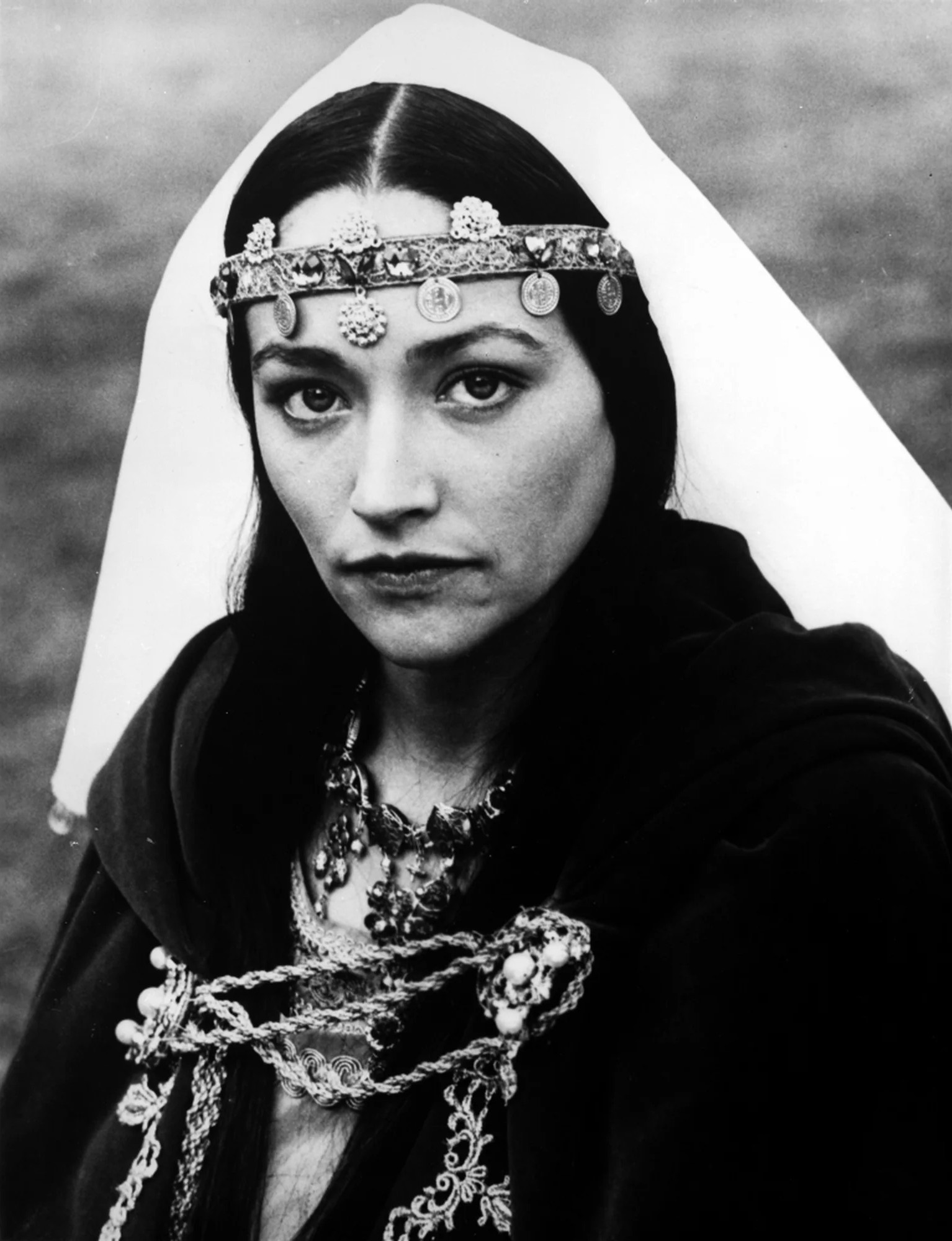
Caracterizada para Ivanhoe (1982).

Apareció en más de cuarenta películas durante su carrera. Desde entonces, algunos de sus papeles más notables fueron; Jess Bradford en el slasher canadiense, Black Christmas (1974), María en la miniserie de televisión, Jesus of Nazareth (1977), Rosalie Otterbourne, en Death on the Nile (1978), y Rebecca de York en el telefilme, Ivanhoe (1982).
En 1987, apareció en el videoclip de Michael Jackson Liberian Girl, con otras grandes estrellas, que también incluyó a Steven Spielberg, John Travolta, Olivia Newton-John, Whoopi Goldberg, Lou Ferrigno, Brigitte Nielsen y Billy Dee Williams.
En 1990, interpretó a Norma Bates, madre del protagonista, en Psycho IV: The Beginning, una precuela de Psycho (1960), de Alfred Hitchcock. Fue nominada a mejor logro Individual por la actuación de voz por un intérprete femenino en un producto televisivo animado en los Premios Annie por su trabajo en Batman del futuro, como Talia. Ella interpretó el carácter de Kasan Moor en el juego de Nintendo 64 PC Star Wars: Rogue Squadron y fue también en el juego de rol multijugador masivo en línea Star Wars: The Old Republic como maestro jedi Yuon Par. Ella también prestó su voz para Star Wars: Comandante de la Fuerza en 2000. En 2003, interpretó a Teresa de Calcuta en un telefilme titulado, Mother Teresa. 
En 2015, Hussey y Leonard Whiting aparecieron como compañeros de reparto en Social Suicide (2015), la única película en que ambos aparecieron desde Romeo and Juliet (1968).

## Vida personal
En 1971, contrajo matrimonio con el actor Dean Paul Martin, de quien se divorció en 1978; juntos tuvieron un hijo en 1973, Alexander Dean Martin. En 1980, se casó por segunda vez, esta vez con el músico japonés, Akira Fuse, con quien tuvo otro hijo, Maximillian Fuse; los dos se divorciaron en 1989. Tres años después, en 1992, tuvo su tercer y último matrimonio, casándose con el músico estadounidense, David Glen Eisley, con quien permaneció hasta su muerte; juntos tuvieron una hija, la también actriz India Eisley.
El 31 de julio de 2018, publicó su libro de memorias con el título, The Girl on the Balcony: Olivia Hussey Finds Life After Romeo and Juliet.

## Enfermedad y muerte

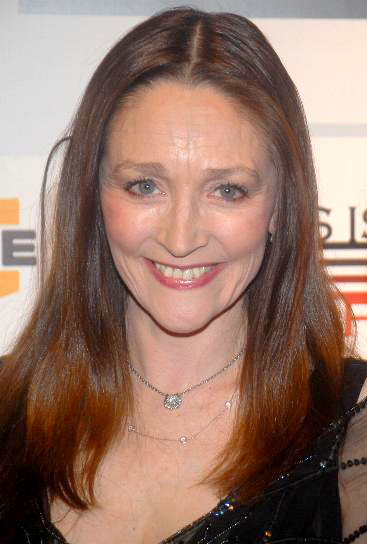
Fotografiada en 2008.

Hussey fue diagnosticada con cáncer de mama en 2008, lo que la obligó a realizarse una doble mastectomía. Luego de estar en remisión durante casi una década, el cáncer de mama regresó en 2017, por lo que se sometió a quimioterapia y a un tratamiento con radiación para extirpar un pequeño tumor que crecía entre su corazón y sus pulmones.
El 27 de diciembre de 2024, Hussey falleció en su casa de Los Ángeles, California, a los 73 años de edad, después de una recurrencia con su cáncer de mama. La tarde del mismo día, Leonard Whiting, su coprotagonista en Romeo and Juliet, publicó un mensaje en su memoria, en el que escribió: «descansa, mi bella Julieta, ninguna injusticia podrá hacerte daño ahora. Y el mundo recordará tu belleza por dentro y por fuera por siempre».

## Filmografía

### Cine
| Año  | Título                                  | Papel                 |
| ---- | --------------------------------------- | --------------------- |
| 1965 | Cup fever                               | Jinny                 |
| 1965 | The battle of the Villa Fiorita         | Donna                 |
| 1968 | Romeo and Juliet                        | Julieta               |
| 1969 | All the right noises                    | Val                   |
| 1971 | H-Bomb                                  | Erica                 |
| 1972 | The Summertime Killer                   | Tania Scarlotti       |
| 1973 | Lost horizon                            | Maria                 |
| 1974 | Black Christmas                         | Jess Bradford         |
| 1978 | Death on the Nile                       | Rosalie Otterbourne   |
| 1978 | The Cat and the Canary                  | Cicily Young          |
| 1980 | Virus                                   | Marit                 |
| 1980 | The man with Bogart's face              | Elsa                  |
| 1982 | Turkey Shoot                            | Chris Walters         |
| 1987 | Distortions                             | Amy Marks             |
| 1989 | The Jeweller's shop                     | Thérèse               |
| 1990 | Sheng zhan feng yun                     | Rebecca Eche          |
| 1993 | Save me                                 | Gail                  |
| 1995 | Bad English I: tales of a son of a brit | Personaje desconocido |
| 1995 | Ice cream man                           | Enfermera Wharton     |
| 1996 | The Lord Protector: The Dark Mist       | Voz de los antiguos   |
| 1998 | Shame, shame, shame                     | Terapeuta             |
| 1998 | The Gardener                            | Señora Carter         |
| 2000 | Bloody Proof                            | Laura                 |
| 2001 | Island Prey                             | Catherine Gaits       |
| 2005 | Headspace                               | Dra. Karen Murphy     |
| 2006 | Seven Days of Grace                     | Jewel                 |
| 2007 | Tortilla Heaven                         | Petra                 |
| 2008 | I Am Somebody: No Chance in Hell        | Señora Duncan         |
| 2008 | Three Priests                           | Rachel                |
| 2015 | Social Suicide                          | Señora Coulson        |

### Doblaje
| Año  | Título                        | Papel          |
| ---- | ----------------------------- | -------------- |
| 1998 | Pinky and the Brain           | Queen Gertrude |
| 1999 | Superman: The Animated Series | Talia al Ghul  |
| 2000 | Batman Beyond                 | Talia al Ghul  |

### Televisión
| Año  | Título                                  | Papel                    |
| ---- | --------------------------------------- | ------------------------ |
| 1964 | The Crunch                              | Hermana del señor Ken    |
| 1977 | Jesus of Nazareth                       | Virgen María             |
| 1978 | The Pirate                              | Leila                    |
| 1978 | The Bastard                             | Alicia                   |
| 1979 | The Thirteenth Day: The Story of Esther | Esther                   |
| 1982 | Ivanhoe                                 | Rebecca                  |
| 1984 | The Last Days of Pompeii                | Ione                     |
| 1985 | Murder, She Wrote                       | Kitty Trumbull           |
| 1985 | The Corsican Brothers                   | Annamarie de Guidice     |
| 1990 | It                                      | Audra Phillips Denbrough |
| 1990 | Psycho IV: The Beginning                | Norma Bates              |
| 1994 | Lonesome Dove: The Series               | Olivia Jessup            |
| 1996 | Dead Man's Island                       | Rosie                    |
| 1997 | Boy Meets World                         | Prudence Curtis          |
| 2003 | Mother Teresa                           | Teresa de Calcuta        |

### Teatro
| Año  | Título                        | Papel | Ref.   |
| ---- | ----------------------------- | ----- | ------ |
| 1966 | The Prime of Miss Jean Brodie | Jenny | [ 14 ] |

### Videojuegos
| Año  | Título                      | Papel                           |
| ---- | --------------------------- | ------------------------------- |
| 1998 | Star Wars: Rogue Squadron   | Kasan Moor                      |
| 2000 | Star Wars: Force Commander  | AT-AA Driver, Abridon Refugee 2 |
| 2011 | Star Wars: The Old Republic | Jedi Master Yuon Par            |

## Premios y nominaciones

### Premios Globo de Oro
| Año  | Categoría                     | Trabajo nominado | Resultado |
| ---- | ----------------------------- | ---------------- | --------- |
| 1969 | Nueva estrella del año-Actriz | Romeo and Juliet | Ganadora  |

### Laurel Awards
| Año  | Categoría           | Trabajo nominado | Resultado |
| ---- | ------------------- | ---------------- | --------- |
| 1970 | Nueva cara femenina | Romeo and Juliet | Nominada  |

### Premio David de Donatello
| Año  | Categoría                | Trabajo nominado | Resultado |
| ---- | ------------------------ | ---------------- | --------- |
| 1970 | Premio de interpretación | Romeo and Juliet | Ganadora  |